# Paiza

Una identificació oficial amb una inscripció: 'Pel poder del cel etern, [això és] una ordre de l'emperador. El que no mostri respecte [al portador] serà culpable d'un delicte.' Conservada al Museu Metropolità d'Art de Nova York.

Paiza o paizi o gerege (en mongol: Пайз; en persa: پایزه paiza, en xinès: 牌子 páizi) va ser una identificació per als funcionaris i enviats mongols que significava certs privilegis i autoritat. Va permetre als nobles i funcionaris exigir béns i serveis a la població civil.

## Història
Encara que només es requeria a algú amb paiza perquè se'l subministressin muntures i les racions especificades, els que portaven insígnies militars van utilitzar el yam fins i tot sense tenir una paiza. Els funcionaris i nobles de l'Imperi Mongol van emetre paizes no oficials i van abusar del poble civil. Per tant, Ogodei (mandat 1229-1241) va prohibir a la noblesa l'emissió de paizas.
Per atreure als comerciants estrangers, el Kagan els van donar paiza que els va eximir dels impostos i els va permetre la utilització d'estacions o yam. No obstant això, Mongke (mandat 1251-1259) va limitar els abusos notoris i va enviar investigadors imperials per supervisar l'activitat dels comerciants que havien estat patrocinats pels mongols. Se'ls va prohibir l'ús de les estacions imperials o el yam i de les paizes. Marco Polo, que va visitar la dinastia Yuan durant el regnat de Kublai (mandat 1260-1294), va deixar una bona descripció de la paiza.
Mahmud Ghazan (mandat) 1295-1304), al kanat Il-kanat, va reformar l'emissió, creant formes establertes i segells graduables, ordenant que totes les identificacions es mantinguessin arxivades en la cort i la cancel·lació de les que tinguessin mes de trenta anys d'antiguitat. Va reformar els nous paizes en dos rangs i va ordenar que portessin els noms dels portadors en elles per evitar que fossin transferides, a més de l'obligació de la seva devolució al final del termini oficial marcat.
Encara que les paizes van ser popularitzades pels mongols, no eren en realitat una innovació seva, -al contrari de l'afirmació comuna-. Similars passaports ja estaven en ús en el nord de la Xina sota la dinastia Liao i la seva utilització va continuar sota els regnes posteriors, com la dinastia Jin i l'imperi tangut. La paiza tenia set rangs diferents.

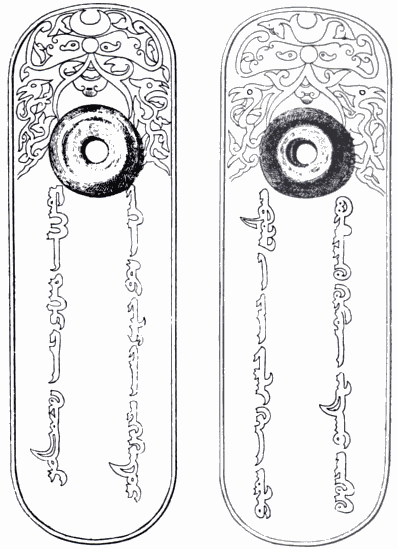
Un gerege en escriptura mongol, que es va trobar a l'antic territori dels mongols de l'Horda d'Or (riu Dnièper, 1845)
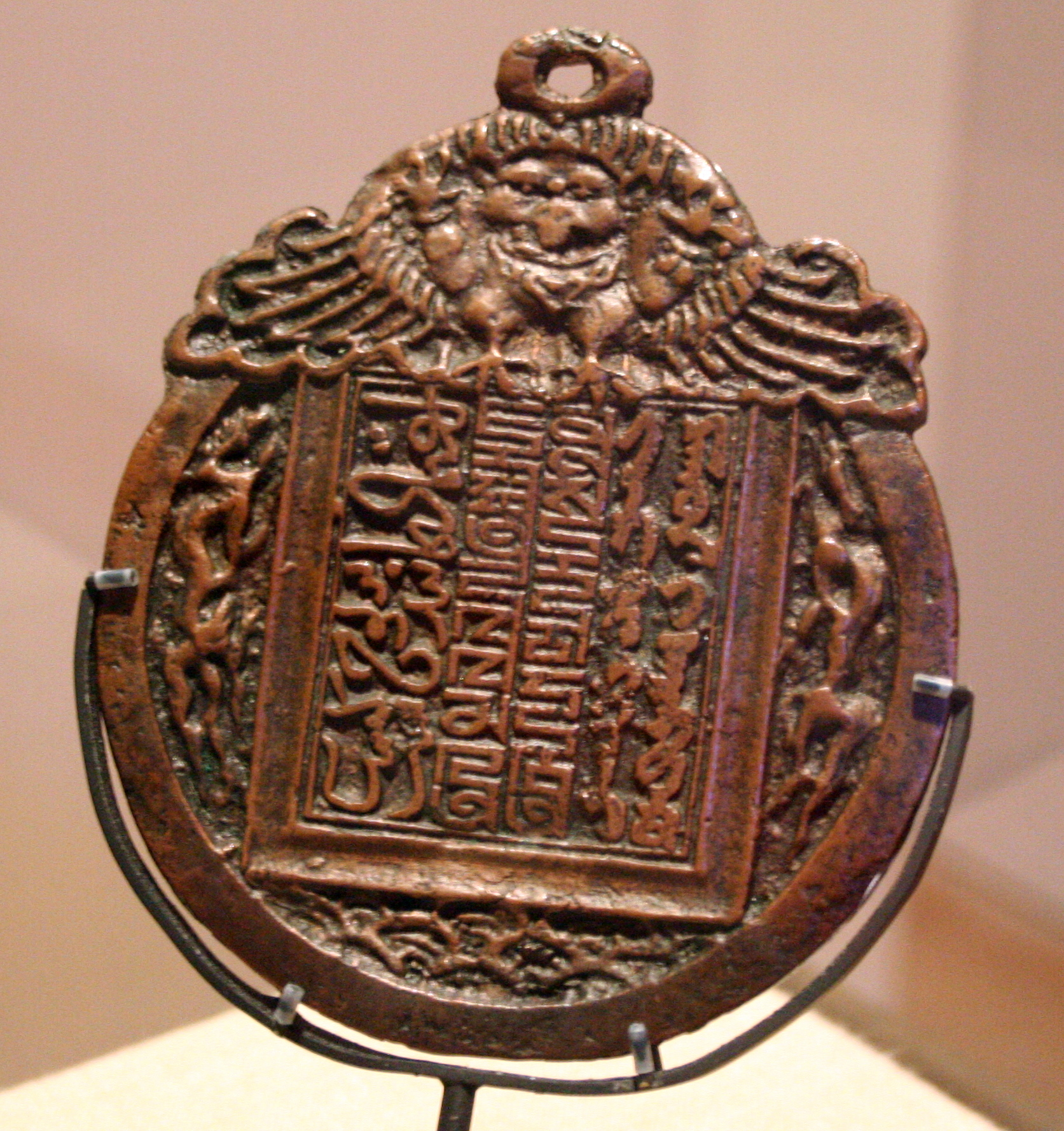
Identificació d'un vigilant nocturn de l'imperi mongol, amb inscripcions en persa (esquerra), mongol (dreta). La inscripció de Mongòlia es llegeix «Anunci: Cura amb els malfactors».